# InterCement
InterCement é uma empresa da Mover Participações que atua na produção de cimento e seus derivados. Com sede em São Paulo, Brasil, a companhia tem capacidade de produção ativa de mais de 33 milhões de toneladas de cimento por ano e possui 15 fábricas de cimento e moagem, distribuídas em dois países: Brasil, e Argentina. Nesses dois países, além do cimento, a companhia fabrica e distribui agregados e oferece serviço de concreto. Na Argentina, também comercializa cal.
InterCement Participações S.A. é uma holding que reúne as subsidiárias InterCement Brasil e Loma Negra na Argentina; A empresa atua ainda no segmento de ferrovias: a Loma Negra, por meio da Cofesur, possui 80% do capital da Ferrosur Roca da Argentina.

## História
A trajetória da InterCement começou em 1967, e a empresa iniciou suas operações em abril de 1974, em Apiaí, São Paulo. Sua segunda fábrica, em Bodoquena, Mato Grosso do Sul, foi inaugurada em 1993. Quatro anos depois, a empresa adquiriu a Cimento Cauê.
Em 2000, a companhia passou a importar e comercializar cimento no Paraguai, país cujo mercado a empresa deixou em 2020.
Em 2005, a InterCement adquiriu o controle da cimenteira argentina Loma Negra, que, em 2017, realizou uma oferta pública de ações (IPO, na sigla em inglês) no país sul-americano (BYMA) e nos Estados Unidos (NYSE).
Em 2012, a empresa comprou a portuguesa Cimpor, levando a InterCement à segunda posição no mercado de cimento brasileiro
. 
Em 2015, criou o Instituto InterCement, responsável por definir as estratégias, desenvolver metodologias e implementar o investimento social privado da InterCement, atuando em duas áreas: desenvolvimento comunitário e negócios de impacto.
Em 2018, a companhia reorganizou o seu portfólio com a venda de Portugal e Cabo Verde, e em 2020, concluiu a venda da operação no Paraguai, concentrando seus investimentos nas demais operações.
Em 2023, a InterCement vendeu suas operações na África.
Em 2024, a companhia pediu recuperação judicial e foi concluída no ano seguinte.

## Subsidiárias

### InterCement Brasil
A InterCement Brasil é a segunda maior empresa cimenteira do Brasil, onde opera com as marcas de cimento Cauê, Goiás e Zebu. As unidades fabris da empresa no país estão localizadas em nove estados: Alagoas, Bahia, Goiás, Mato Grosso do Sul, Minas Gerais, Paraíba, Pernambuco, Rio Grande do Sul e São Paulo. 

### Loma Negra
Em 2005, a InterCement adquiriu o controle da cimenteira argentina Loma Negra C.I.A.S.A.. Além de cimento, a companhia comercializa cal, agregados e serviços de concreto.
Em 2017, a Loma Negra realizou uma oferta pública de ações (IPO, na sigla em inglês) no país sul-americano. As ações foram listadas na Bolsas y Mercados Argentinos (BYMA), entidade vinculada à Bolsa de Comércio de Buenos Aires (BCBA); e na New York Stock Exchange (NYSE), nos Estados Unidos. A holding InterCement detém 51% do capital da subsidiária argentina, enquanto os demais 49% estão livres para negociação no mercado.